# Біляуер Євген Емільович
Євген Емільович Біля́уер (25 грудня 1947, Горький) — радянський та російський артист цирку (жонглер). Заслужений артист РРФСР з 14 лютого 1980 року, народний артист Російської Федерації з 29 грудня 1994 року.

## Біографія
Народився 25 грудня 1947 року в місті Горькому (нині Нижній Новгород, Російська Федерація); член циркової сім'ї Біляуерів.  У 1967 році закінчив Державне училище циркового та естрадного мистецтва імені Михайла Рум'янцева (як соло-жонглер), де навчався у Ф. П. Земцова.
Виступав у складі колективу «Неспокійні серця» (пізніше «Російські самоцвіти»). Працював в «Українському цирковому колективі» дресувальників Людмили та Володимира Шевченків.
Після виходу на пенсію обіймав помаду заступника начальника художнього відділу Російської державної циркової компанії. З 2016 року — голова Спілки циркових діячів Росії. Мешкає у Москві.

## Творчість
З дитинства працював у дуеті з братом Віктором. Епізодично виступав у номері батька «Веселі кухарі». Особливої майстерності досяг у роботі з булавами. 
Володар кількох рекордів Гіннесса, серед яких жонглювання 11 кільцями 1968 року.
Брав участь у гастролях за кордоном (Польська Народна Республіка, Чехословацька Соціалістична Республіка, Канада, Сполучені Штати Америки, Португалія). 1972 року став лавреатом Всесоюзного огляду молодих артистів цирку.